# Columbia (folyó)
A Columbia a Csendes-óceán északnyugati térségének észak-amerikai szakaszán a legnagyobb folyó.  A folyó a kanadai Brit Columbia Sziklás-hegységéből ered . Északnyugatra, majd délre folyik az USA Washington államába, majd nyugatra fordul, és a Washington és Oregon állam közötti határ legnagyobb részét képezi, mielőtt a Csendes-óceánba torkollik.

## Vízrajza
A folyó 2000 km hosszú, legnagyobb mellékfolyója a Kígyó folyó. A vízgyűjtő területe nagyjából Franciaország területével egyezik meg: hét amerikai államra és egy kanadai tartományra terjed ki. Az USA negyedik legnagyobb folyója, a Columbia a legnagyobb vízhozamú észak-amerikai Csendes-óceánba torkolló folyó.
| Ország | Állam, tartomány            | (fkm) | (%) |
| ------ | --------------------------- | ----- | --- |
| Kanada | Brit Columbia               | 801   | 40  |
| USA    | Washington                  | 1199* | 60  |
|        | *Ebből: Oregon , Washington | 497   | 25  |
|        |                             | 2000  | 100 |

| Ország | Állam, tartomány | (km2)  | (%)  |
| ------ | ---------------- | ------ | ---- |
| Kanada |                  | 101900 | 15   |
|        | Brit Columbia    | 101900 | 15   |
| USA    |                  | 566500 | 85   |
|        | Idaho            | 205400 | 30,7 |
|        | Montana          | 54500  | 8,2  |
|        | Nevada           | 14300  | 2,2  |
|        | Oregon           | 151600 | 22,7 |
|        | Utah             | 2600   | 0,5  |
|        | Washington       | 126400 | 18,9 |
|        | Wyoming          | 11700  | 18,9 |
|        |                  | 668400 | 100  |

| Év        | (cfs)  | (m3/s) | (km3/év) |
| --------- | ------ | ------ | -------- |
| 2007      | 230400 | 6524   | 206      |
| 2008      | 234900 | 6652   | 210      |
| 2009      | 211600 | 5992   | 189      |
| 2010      | 206500 | 5847   | 185      |
| 2011      | 312600 | 8852   | 279      |
| 2012      | 299300 | 8475   | 267      |
| 2013      | 245900 | 6963   | 220      |
| 2014      | 257100 | 7280   | 230      |
| 2015      | 206900 | 5859   | 185      |
| 2016      | 223900 | 6340   | 200      |
| 2017      | 310600 | 8795   | 278      |
| 2018      | 255000 | 7221   | 228      |
| 2019      | 190200 | 5386   | 170      |
| 2020      | 206100 | 5836   | 184      |
|           |        |        |          |
| 2007-2020 | 242200 | 6859   | 216      |
|           |        |        |          |
| 1926-2016 | 265600 | 7522   | 237      |
|           |        |        |          |
| 1926-2020 | 264600 | 7492   | 236      |

A Columbia és mellékfolyói évezredek óta központi szerepet játszanak a régió kultúrájában és gazdaságában. Az őskor óta használják szállításra, összekapcsolva a régió számos kultúráját. A halak, különösen a lazacfajok biztosítják az őshonos népek alapvető megélhetését.

### Mellékfolyók
A Columbia legjelentősebb közvetlen mellékfolyói a torkolatuk sorrendjében (L - hosszúság; F - vízgyűjtő terület; KÖQ - átlagos vízhozam):
| Baloldal          | Jobboldal           | Ország, állam, tartomány                                 | L (km) | F (km2)  | KÖQ (m3/s) |
| ----------------- | ------------------- | -------------------------------------------------------- | ------ | -------- | ---------- |
| Dutch Creek       |                     | Kanada, Brit Columbia                                    |        | 676,5    | 7,9        |
| Toby Creek        |                     | Kanada, Brit Columbia                                    |        | 673,5    | 9          |
| Horsethief Creek  |                     | Kanada, Brit Columbia                                    |        | 630,5    | 10         |
| Forster Creek     |                     | Kanada, Brit Columbia                                    |        | 592,4    | 8,8        |
| Bugaboo Creek     |                     | Kanada, Brit Columbia                                    |        | 368,4    | 7,3        |
| Spillimacheen     |                     | Kanada, Brit Columbia                                    | 118    | 1456,2   | 38         |
| Canyon Creek      |                     | Kanada, Brit Columbia                                    |        | 161,7    | 4,9        |
|                   | Kicking Horse       | Kanada, Brit Columbia                                    |        | 1815,4   | 40,9       |
|                   | Blaeberry           | Kanada, Brit Columbia                                    | 60     | 745,6    | 17,8       |
|                   | Waitabit Creek      | Kanada, Brit Columbia                                    |        | 352,2    | 9,6        |
|                   | Bluewater           | Kanada, Brit Columbia                                    |        | 392,5    | 12,5       |
| Beaver            |                     | Kanada, Brit Columbia                                    |        | 1163     | 54,3       |
| Gold              |                     | Kanada, Brit Columbia                                    |        | 566,4    | 27,9       |
|                   | Bush                | Kanada, Brit Columbia                                    |        | 1100,1   | 25,5       |
|                   | Sullivan            | Kanada, Brit Columbia                                    |        | 632,5    | 18,9       |
| Windy             |                     | Kanada, Brit Columbia                                    |        | 252,3    | 10,2       |
|                   | Kinbasket           | Kanada, Brit Columbia                                    |        | 261,3    | 7,6        |
|                   | Cummins             | Kanada, Brit Columbia                                    |        | 262,6    | 8,5        |
|                   | Wood                | Kanada, Brit Columbia                                    |        | 841,7    | 18,1       |
|                   | Canoe               | Kanada, Brit Columbia                                    |        | 712,6    | 15,2       |
| Big Mouth Creek   |                     | Kanada, Brit Columbia                                    |        | 591,2    | 22,9       |
| Goldstream        |                     | Kanada, Brit Columbia                                    |        | 954,4    | 39,5       |
| Downie            |                     | Kanada, Brit Columbia                                    |        | 655,8    | 27,9       |
|                   | Jordan              | Kanada, Brit Columbia                                    |        | 345,6    | 11,1       |
| Illecillewaet     |                     | Kanada, Brit Columbia                                    | 62     | 1213,3   | 61,4       |
| Akolkolex         |                     | Kanada, Brit Columbia                                    |        | 388,7    | 16,5       |
| Incomappleux      |                     | Kanada, Brit Columbia                                    |        | 1020     | 55,8       |
| Halfway           |                     | Kanada, Brit Columbia                                    |        | 447,4    | 14,2       |
| Kuskanax Creek    |                     | Kanada, Brit Columbia                                    |        | 350,9    | 10,6       |
|                   | Mosquito Creek      | Kanada, Brit Columbia                                    |        | 435      | 10,2       |
|                   | Whatshan            | Kanada, Brit Columbia                                    |        | 581,4    | 12         |
| Kootenay          |                     | Kanada, Brit Columbia; USA, Montana , Idaho              | 780    | 50298    | 868        |
| Pend Oreille      |                     | Kanada, Brit Columbia; USA, Montana , Idaho , Washington | 771    | 67055,5  | 850,2      |
|                   | Kettle              | Kanada, Brit Columbia; USA, Washington                   | 282    | 10877    | 82,3       |
| Colville          |                     | USA, Washington                                          | 97     | 2646,8   | 16,4       |
| Spokane           |                     | USA, Idaho , Washington                                  | 179    | 17353,4  | 228,6      |
|                   | Sanpoil             | USA, Washington                                          | 95     | 2540     | 11,4       |
|                   | Nespelem            | USA, Washington                                          |        | 580,8    | 2,5        |
|                   | Okanogan            | Kanada, Brit Columbia; USA, Washington                   | 185    | 21385,7  | 99         |
|                   | Methow              | USA, Washington                                          | 129    | 4727     | 44,4       |
|                   | Chelan              | USA, Washington                                          | 6,6    | 2390     | 57,8       |
|                   | Entiat              | USA, Washington                                          | 92     | 1210     | 20,2       |
|                   | Wenatchee           | USA, Washington                                          | 85     | 3473,1   | 103,7      |
| Crab Creek        |                     | USA, Washington                                          | 262    | 13200    | 40,4       |
|                   | Yakima              | USA, Washington                                          | 344    | 15930,4  | 100,3      |
| Snake             |                     | USA, Wyoming , Idaho , Oregon , Washington               | 1735   | 260938,7 | 1755,6     |
| Walla Walla       |                     | USA, Oregon                                              | 98     | 4553     | 34,3       |
| Umatilla          |                     | USA, Oregon                                              | 143    | 6345     | 14         |
| Willow Creek      |                     | USA, Oregon                                              | 127    | 2300     | 0,9        |
| John Day          |                     | USA, Oregon                                              | 457    | 20521,3  | 80,4       |
| Deschutes         |                     | USA, Oregon                                              | 406    | 27549,6  | 215,7      |
| Fifteenmile Creek |                     | USA, Oregon                                              | 87     | 970      | 5,6        |
|                   | Klickitat           | USA, Washington                                          | 154,3  | 3496     | 44,5       |
| Hood              |                     | USA, Oregon                                              | 40     | 720      | 27,6       |
|                   | White Salmon        | USA, Washington                                          | 71,3   | 1000     | 30,4       |
|                   | Little White Salmon | USA, Washington                                          | 31     | 350      |            |
|                   | Wind                | USA, Washington                                          | 48     | 580      | 34,2       |
| Sandy             |                     | USA, Oregon                                              | 92     | 1316     | 65         |
|                   | Washougal           | USA, Washington                                          | 53     | 550      | 24,7       |
| Willamette        |                     | USA, Oregon                                              | 301    | 28949    | 1098,7     |
|                   | Lake                | USA, Washington                                          | 18     | 260      |            |
|                   | Lewis               | USA, Washington                                          | 153    | 2709     | 173,4      |
|                   | Kalama              | USA, Washington                                          | 72     | 530      | 34,5       |
|                   | Cowlitz             | USA, Washington                                          | 169    | 6698     | 286,6      |
| Clatskanie        |                     | USA, Oregon                                              | 40     | 269,2    | 10,6       |
|                   | Elochoman           | USA, Washington                                          | 24     | 490      | 10,8       |
|                   | Grays               | USA, Washington                                          | 48     | 320      | 15,9       |
| Youngs            |                     | USA, Oregon                                              | 43     | 257,6    | 14,7       |

## Őslakosok
Több mint 15 000 éve laknak emberek a Columbia vízgyűjtő területén, és 3500 éve van lazacra épülő életmódjuk a helyi őslakosoknak. 

## Gátak

### Gátak listája
| Név               | Magasság       | Beépített kapacitás (MW) | Tartomány/állam            | Koorináták                                                                       | Befejezés éve | Tulajdonos  | Víztározó                            | Kép |
| ----------------- | -------------- | ------------------------ | -------------------------- | -------------------------------------------------------------------------------- | ------------- | ----------- | ------------------------------------ | --- |
| Mica-gát          | 240 m (790 ft) | 2805                     | Brit Columbia              | é. sz. 52° 04′ 39″, ny. h. 118° 33′ 59″52.077500°N 118.566389°WMica-gát          | 1973          | BC Hydro    | Kinbasket Lake                       |     |
| Revelstoke-gát    | 175 m (574 ft) | 2480                     | Brit Columbia              | é. sz. 51° 02′ 57″, ny. h. 118° 11′ 36″51.049167°N 118.193333°WRevelstoke-gát    | 1984          | BC Hydro    | Revelstoke Lake                      |     |
| Keenleyside-gát   | 52 m (171 ft)  | 185                      | Brit Columbia              | é. sz. 49° 20′ 18″, ny. h. 117° 46′ 18″49.338333°N 117.771667°WKeenleyside Dam   | 1968          | BC Hydro    | A már létező Arrow Lakes duzzasztása |     |
| Grand Coulee-gát  | 550 ft (170 m) | 6809                     | Washington                 | é. sz. 47° 57′ 26″, ny. h. 118° 58′ 39″47.957222°N 118.977500°WGrand Coulee Dam  | 1941 / 1974   | USBR        | Franklin D. Roosevelt Lake           |     |
| Chief Joseph-gát  | 236 ft (72 m)  | 2620                     | Washington                 | é. sz. 47° 59′ 42″, ny. h. 119° 38′ 19″47.995000°N 119.638611°WChief Joseph Dam  | 1955          | USACE       | Rufus Woods Lake                     |     |
| Wells-gát         | 160 ft (49 m)  | 840                      | Washington                 | é. sz. 47° 56′ 50″, ny. h. 119° 51′ 51″47.947222°N 119.864167°WWells Dam         | 1967          | Douglas PUD | Lake Pateros                         |     |
| Rocky Reach-gát   | 130 ft (40 m)  | 1287                     | Washington                 | é. sz. 47° 31′ 59″, ny. h. 120° 17′ 41″47.533056°N 120.294722°WRocky Reach Dam   | 1961          | Chelan PUD  | Lake Entiat                          |     |
| Rock Island-gát   | 135 ft (41 m)  | 660                      | Washington                 | é. sz. 47° 20′ 33″, ny. h. 120° 05′ 40″47.342500°N 120.094444°WRock Island Dam   | 1933          | Chelan PUD  | Rock Island Pool                     |     |
| Wanapum-gát       | 185 ft (56 m)  | 1092                     | Washington                 | é. sz. 46° 52′ 40″, ny. h. 119° 58′ 13″46.877778°N 119.970278°WWanapum Dam       | 1963          | Grant PUD   | Lake Wanapum                         |     |
| Priest Rapids-gát | 178 ft (54 m)  | 955,6                    | Washington                 | é. sz. 46° 38′ 39″, ny. h. 119° 54′ 36″46.644167°N 119.910000°WPriest Rapids Dam | 1961          | Grant PUD   | Priest Rapids Lake                   |     |
| McNary-gát        | 183 ft (56 m)  | 1133                     | Washington / Oregon határa | é. sz. 45° 56′ 07″, ny. h. 119° 17′ 53″45.935278°N 119.298056°WMcNary Dam        | 1954          | USACE       | Lake Wallula                         |     |
| John Day-gát      | 184 ft (56 m)  | 2485                     | Washington / Oregon határa | é. sz. 45° 42′ 57″, ny. h. 120° 41′ 37″45.715833°N 120.693611°WJohn Day Dam      | 1971          | USACE       | Lake Umatilla                        |     |
| The Dalles-gát    | 260 ft (79 m)  | 2038                     | Washington / Oregon határa | é. sz. 45° 36′ 50″, ny. h. 121° 08′ 02″45.613889°N 121.133889°WThe Dalles Dam    | 1957          | USACE       | Lake Celilo                          |     |
| Bonneville-gát    | 197 ft (60 m)  | 1190                     | Washington / Oregon határa | é. sz. 45° 38′ 42″, ny. h. 121° 56′ 27″45.645000°N 121.940833°WBonneville Dam    | 1937 / 1981   | USACE       | Lake Bonneville                      |     |

## Ökológia és környezet

### Halak vándorlása
A Columbia számos anadrom halfajnak előnyös, ezért a Csendes-óceán és a folyó mellékfolyói között vándorolnak. A vörös lazac, a Coho, a királylazac és a szivárványos pisztráng egytől egyig az Oncorhynchus nemzetségbe tartozó hal, melyek életciklusuk végén felvándorolnak a folyókba, hogy lerakják ikráikat. 

### Szennyezés

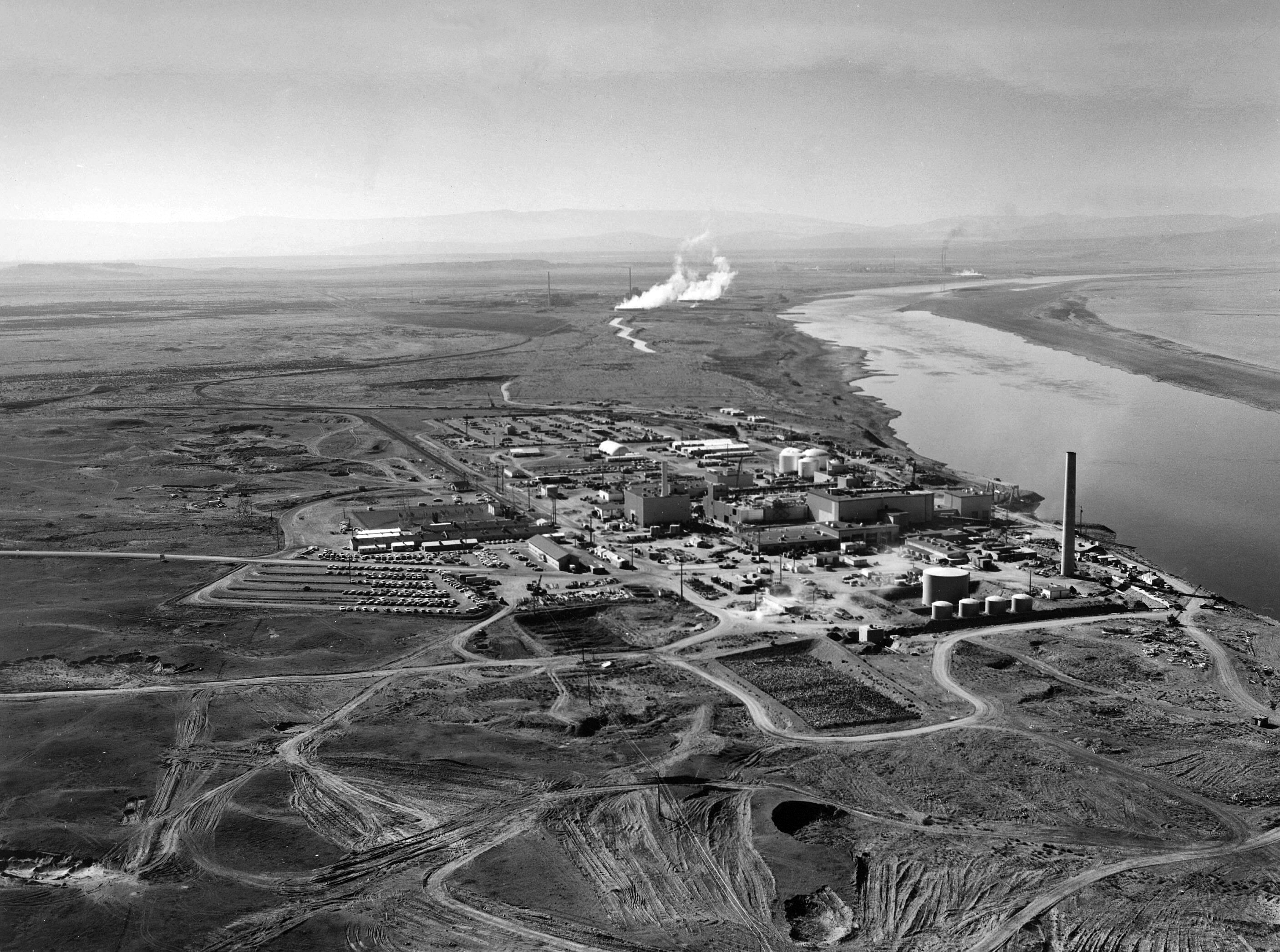
Atomreaktorok a folyó mentén lévő Hanford telephelyen

Washington állam délkeleti részén egy 80 km-es folyószakasz halad át a Hanford telephelyen, melyet 1943-ban alapítottak a Manhattan terv részeként. A telephely plutóniumtermelő komplexumként működött, kilenc atomreaktorral és kapcsolódó létesítménnyel a folyó partján. 1944. és 1971. között a szivattyúrendszerek hűtővizet szivattyúztak a folyóból, és miután ezt a vizet a reaktorok felhasználták, visszaengedték a folyóba. Mielőtt visszaengedték volna a folyóba, a felhasznált vizet nagy tartályokban tartották (visszatartó medencékben) legfeljebb hat órán keresztül. A hosszabb élettartamú izotópokat ez a visszatartás nem befolyásolta, és minden nap több terabecquerel-el engedték vissza a folyóba a vizet. 1957-re a nyolc hanfordi plutóniumtermelő reaktor átlagosan napi 50 000 curie radioaktív anyagot engedett a Columbiába.  Ezt a szövetségi kormány titokban tartotta mindaddig, amíg a 80-as évek végén nyilvánosságra nem hozták a hivatalos dokumentumokat.  A sugárzást nyugaton, Washington és Oregon állam partjainál mérték. 

## Fordítás
- Ez a szócikk részben vagy egészben  a   Columbia River című angol Wikipédia-szócikk ezen változatának fordításán alapul.  Az eredeti cikk szerkesztőit annak laptörténete sorolja fel. Ez a jelzés csupán a megfogalmazás eredetét és a szerzői jogokat jelzi, nem szolgál a cikkben szereplő információk forrásmegjelöléseként.